# Dilshodbek Baratov
Dilshodbek Baratov, né le 14 juin 1997, est un judoka ouzbek. Il évolue dans la catégorie des -60kg.

## Palmarès

### Championnats du monde
- Championnats du monde de judo 2022 : 5e en moins de 60 kg
- Championnats du monde de judo 2023 :  médaille d'argent en moins de 60 kg